# Juventude Comunista da Venezuela
A Juventude Comunista de Venezuela (JCV, geralmente chamada "jota-ce-vê" ou "a Jota") é uma organização juvenil venezuelana que integra a juventude do Partido Comunista de Venezuela (PCV). Foi fundada em 16 de setembro de 1947 como organização para a formação de novos quadros para o PCV.

## A JCV e o Partido Comunista de Venezuela
A Juventude Comunista da Venezuela é uma organização política, combativa e avançada no seio da juventude, que desenvolve um amplo trabalho ideológico, político e social, com a missão fundamental de promover a organização e mobilização da juventude venezuelana na luta pelos seus direitos e reivindicações, democracia, libertação nacional, internacionalismo proletário, paz e construção do socialismo.
A JCV realiza toda a sua actividade organizacional e educacional guiada pelos princípios do marxismo-leninismo e sob a liderança política do VCP. Com os seus membros, desenvolve os princípios da moralidade comunista e as tradições patrióticas-revolucionárias do povo venezuelano, inspirado pelo legado dos seus heróis indígenas, o libertador Simon Bolívar, os patriotas do movimento de independência latino-americano e internacional, e os fundadores e mártires do Partido, da sua Juventude Comunista e do movimento comunista internacional.
É da responsabilidade da JCV planear e desenvolver actividades com os jovens, bem como influenciar, organizar e liderar o movimento de massa juvenil numa orientação de classe e a formação teórica e prática dos jovens no marxismo-leninismo.
Da mesma forma, a JCV desenvolve a sua actividade tomando como guia e aplicando o Programa e a Linha Política do PCV, acompanhando as orientações que derivam dos seus órgãos de liderança, tendo sempre em conta e respeitando os interesses colectivos da classe trabalhadora e de todas as pessoas.
Todos os militantes da Juventude Comunista da Venezuela que passarem para o Partido Comunista da Venezuela irão directamente para uma célula como militante.
A JCV tem o direito de eleger delegados ao Congresso do Partido, num número a ser determinado pelo Comité Central em cada oportunidade, de acordo com o desenvolvimento da organização dos Jovens Comunistas Venezuelanos.

## Afiliação Internacional
Faz parte da Federação Mundial da Juventude Democrática, da qual é  a organização coordenadora para América Latina e o Caraíbas.
A Federação Mundial da Juventude Democrática (FMJD)  designou à JCV a missão de ser a principal organizadora do XVI Festival Mundial da Juventude e os Estudantes.
De 7 a 15 de Agosto de 2005, a JCV foi responsável pela presidência do Comité Preparatório Nacional do XVI Festival Mundial da Juventude e dos Estudantes, no qual participaram 47 organizações juvenis da Venezuela. Também presidiu ao Comité Organizador Internacional, no qual participaram 17.000 delegados de 140 países, de diferentes filiações políticas, religiões e culturas.

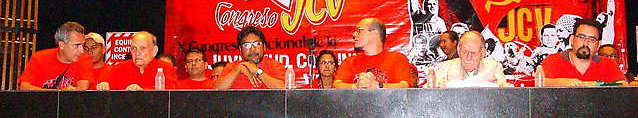
Tribuna do X Congresso da JCV

## História
Em 1944, a Comissão da Juventude do Partido Comunista da Venezuela, que estava escondida, tinha a missão de criar e organizar a Confederação Venezuelana da Juventude (CJV), uma organização central de jovens trabalhadores, camponeses e estudantes que por sua vez uniria as associações, centros e federações juvenis de todo o país. O Congresso realizou-se de 16 a 19 de Setembro desse mesmo ano e a Confederação Venezuelana da Juventude foi formada por mais de cem organizações juvenis representando mais de dez mil jovens. A 4 de Julho de 1945, a Comissão da Juventude do PCV criou uma secção na revista semanal Aquí Está, intitulada "Jovem Guarda", que relataria tudo relacionado com a juventude revolucionária, comunista e antifascista da Venezuela.
Entre 1945 e 1946, a CJV centrou as suas actividades na solidariedade com organizações juvenis em todo o mundo, especialmente as da Argentina que lutavam contra o governo conservador de Farrell-Perón e as que enfrentavam governos fascistas como Franco em Espanha, Salazar em Portugal e Trujillo na República Dominicana. A nível nacional, a CJV desenvolveu um trabalho árduo no sector petrolífero, apoiando os sindicatos que viviam nesse sector, durante esse período. A Constituição foi reformada, eliminando a proibição contra as actividades comunistas.

### Congresso fundacional
Desde o final de 1944, o PCV tinha sido dividido em três fracções: o PCV, o PCV (Unitário) e o "Grupo No", porque o Browderismo tinha entrado com a sua tendência de liquidação, um vício que deveria ser resolvido em 1946, durante o Primeiro Congresso do Partido Comunista da Venezuela, mais conhecido como o "Congresso da Unidade". Durante o processo preparatório para a realização desse primeiro congresso do Partido Comunista da Venezuela, a 24 de Julho de 1946, os jovens das três correntes criaram a Comissão da Juventude Comunista Unitária, encarregada de coordenar o trabalho nacional para a criação de uma organização juvenil comunista. A comissão era composta por J.M. Sánchez Mijares, Enrique Churubial, Moisés Ayala, Juan Manuel Matute, Guillermo García Ponce e Héctor Pedraza. De 2 a 4 de Abril de 1947, realizou-se em Caracas a Conferência Nacional da Juventude do PCV; daí surgiu a recomendação ao Comité Central do Partido para a criação da Juventude Comunista da Venezuela. Mais tarde, a Mesa Política do partido decidiu criar um Comité Organizador Nacional que lançaria as bases para a sua criação.

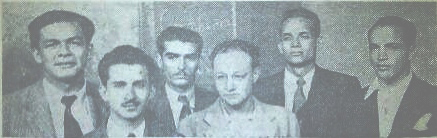
Comissão Juvenil Comunista Unitária, integrada por J.M. Sánchez Mijares, Enrique Churubial, Moisés Ayala, Juan Manuel Matute, Guillermo García Ponce e Héctor Pedraza, comité organizador da Juventude Comunista de Venezuela

De 14 a 16 de Setembro de 1947, realizou-se o Primeiro Congresso Nacional da Juventude Comunista da Venezuela (JCV) no Teatro Nacional de Caracas. Participaram 114 delegados representando 7.000 membros dos Comités de 15 estados. O primeiro acto político público da JCV foi uma marcha à Praça Bolívar em Caracas, a 16 de Setembro de 1947. Os delegados marcharam até à Praça Bolívar para prestar homenagem ao Libertador, entoando slogans de luta contra o imperialismo e em defesa dos direitos da juventude. A manifestação foi reprimida e os jovens líderes comunistas presos, forçando-os a realizar as primeiras sessões ou plenárias nas celas da polícia.

### Etapas posteriores à fundação
Em 1951 foi criado o órgão de imprensa da Juventude Comunista da Venezuela, "Joven Guardia", um órgão semelhante ao Tribuna Popular do partido, que serviu como instrumento para a formação ideológico-política dos membros e simpatizantes da JCV.
Em Maio de 1953, actuando na clandestinidade, a JCV realizou o seu Segundo Congresso. Neste Congresso, foi determinada a urgência de unir as organizações de massa juvenil contra a ditadura de Marcos Pérez Jiménez. Mais tarde, foi criado o Primeiro Festival Nacional da Juventude Venezuelana, mobilizando mais de 30.000 jovens de todo o país.
A Juventude Comunista da Venezuela foi parte fundamental da Junta Patriótica, para derrubar o ditador Marcos Pérez Jiménez, com personalidades como o seu secretário-geral Guillermo García Ponce, Alberto Lovera e Jerónimo Carrera, entre outros, a desempenhar um papel de liderança.
Quando Pérez Jiménez foi derrubado a 23 de Janeiro de 1958, a JCV iniciou um processo de recrutamento de quadros, conseguindo a presença entre os jovens camponeses, operários e estudantes da Venezuela. Este período significou um importante aumento da militância da Juventude Comunista, passando de 500 militantes em 1958 para 30.000 dois anos mais tarde.

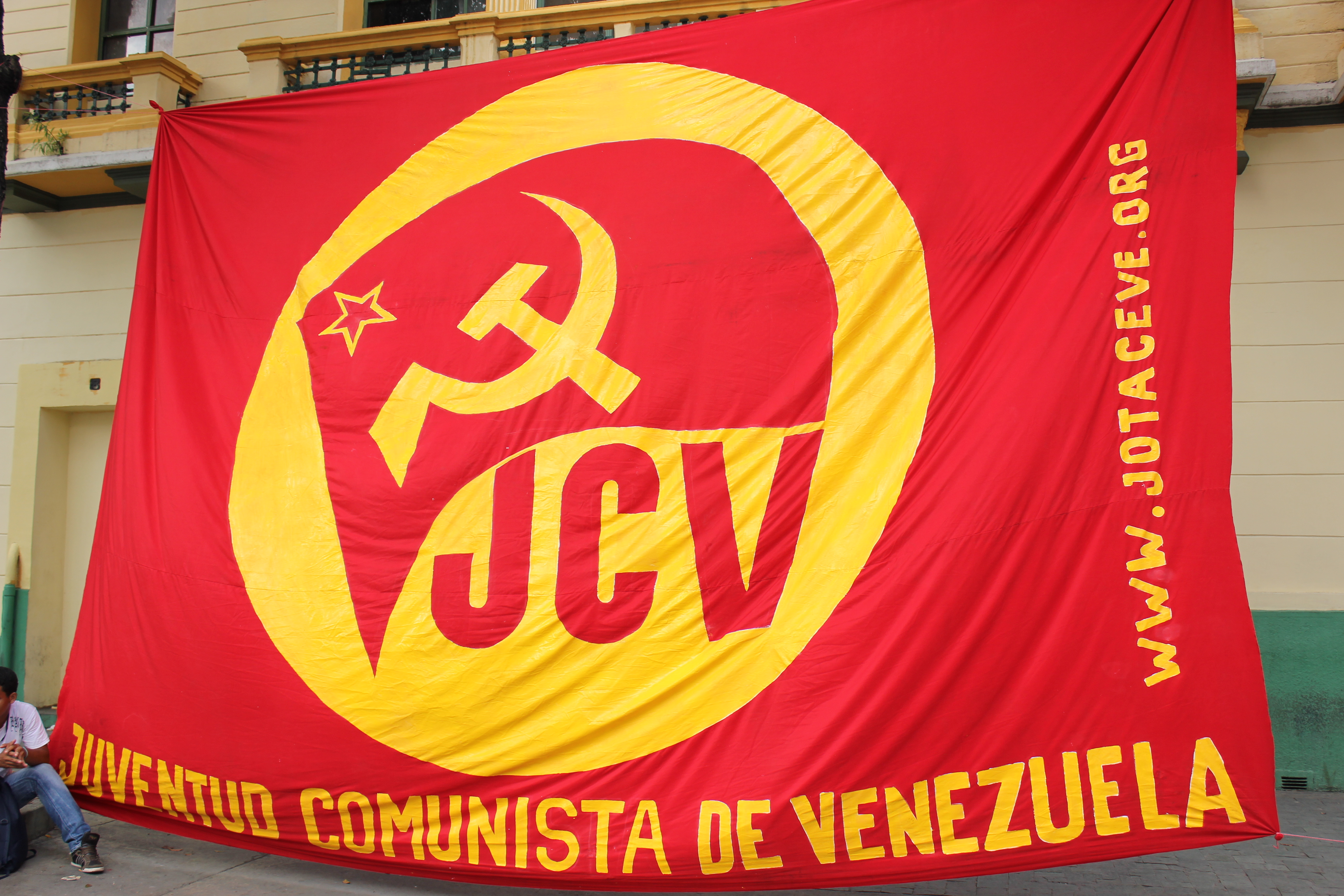
Cartaz do 65º aniversário da Juventude Comunista de Venezuela

Tanto o triunfo da Revolução Cubana como o isolamento produzido pelo Pacto Puntofijo serviram para convencer o Partido Comunista da Venezuela e o Movimento Revolucionário de Esquerda a tentarem fazer a revolução através da luta armada. A partir de 1961, começou uma era controversa na política e na sociedade venezuelana: a formação da guerrilha. Neste cenário histórico, a JCV formou principalmente a vanguarda das células de guerrilha urbana, conhecidas como Unidades Tácticas de Combate (UTC), que serviram de apoio à guerrilha rural.
A 27 de Agosto de 1961, Francisco "Chico" Velásquez, lutador social e líder da Juventude Comunista da Venezuela, foi assassinado por funcionários da antiga Direcção Geral da Polícia (DIGEPOL), no meio de uma manifestação estudantil no Estado de Anzoátegui. A 1 de Novembro de 1961, Livia Gouverneur, estudante de psicologia na UCV e membra da JCV, foi morta enquanto plantava um explosivo em Caracas.
Em 1961, os militantes JCV José Rafael Bosque, Efraín Enrique León, Rubén Palma, Antonio Paiva Reinoso e Girmán Bracamonte, sequestraram um avião AVENSA DC-6, que cobria a rota de voo Maiquetía-Maracaibo e transportava 41 passageiros. Os jovens forçaram a tripulação a sobrevoar Caracas e a atirar panfletos contra a repressão governamental, esta acção é registada como a primeira do seu género no mundo. A operação foi denominada "Livia Gouverneur". Estes jovens são conhecidos como "Los Aguiluchos".
A 9 de Outubro de 1964, foi realizada a Operação Van Troi, onde a Unidade de Combate Táctico (UTC) "Ivan Barreto Miliani" das Forças Armadas de Libertação Nacional (FALN), formada pelos militantes da Juventude Comunista da Venezuela: Argenis Martínez, Carlos Rey, Noel Quintero, Raúl Rodríguez, Luis Fernando Vera, Gonzalo Sepúlveda e David Salazar, que consistiu em raptar o Tenente-Coronel Michael Smolen, segundo no comando da CIA na Venezuela, para tentar conseguir um intercâmbio humanitário com o soldado vietnamita Nguyen Van Troi. Todos os membros da operação eram militantes da JCV pertencentes ao destacamento "Livia Gouverneur", do Pelotão "Daniel Mellado" da Brigada "Capitão Wilfrido Omaña" das FALN. Nguyen Van Troi era membro de uma unidade especial de ação armada da Frente Nacional de Libertação do Vietname, tinha sido feito prisioneiro na antiga Saigão a 9 de Maio de 1964 pelas tropas americanas, enquanto minerava uma ponte no Congo Ly que estava sob o controlo do exército dos Estados Unidos, onde o então Secretário de Defesa dos Estados Unidos Robert McNamara e o Embaixador americano no Vietname Henry Cabot Lodge iriam passar. Nguyen Van Troi foi selvaticamente torturado durante cinco meses, tentou escapar várias vezes, pelo que o governo do presidente Nguyễn Khánh, que tinha sido imposto por Washington, condenou Van Troi à morte por fuzilamento a 10 de agosto desse ano. Na Venezuela, perante o cerco policial e militar cada vez mais apertado, o comando das FALN discutiu o que fazer. Alguns queriam que Smolen fosse executado, contudo, devido às repercussões que isso teria tanto na Venezuela como no Vietname, pelo que no final foi tomada a decisão de libertar o agente da CIA. Isso foi a 12 de Outubro, às 22:40 p.m. Smolen foi entregue. Imediatamente, as autoridades americanas ordenaram ao governo de Saigão que prosseguisse com a execução de Nguyen Van Troi, que foi executado a 15 de Outubro às 9:45 da manhã, na presença de jornalistas e operadores de câmara internacionais; Van Troi foi amarrado de mãos e pés, amarrado a um poste de madeira e morto. Esta operação tornou-se um marco histórico na solidariedade internacional do movimento revolucionário da Venezuela com o povo vietnamita.
A 22 de Maio de 1969, houve um ataque à UCV por sectores da juventude da COPEI (o partido do governo), que se opôs a um movimento estudantil composto pela juventude da PCV e outros partidos de esquerda, que exigiam a renovação académica da Universidade Central da Venezuela. No ataque, o Secretário-Geral da Juventude Comunista da Venezuela, Alexis Adams, foi baleado. Através deste facto, surge uma famosa fotografia publicada em El Nacional, na qual um sargento com roupa civil pode ser visto a disparar sobre o aluno enquanto ele está deitado no chão.

### XVI Festival Mundial da Juventude e os Estudantes
No ano 2005, a Federação Mundial da Juventude Democrática (FMJD) designou à JCV a missão de ser a principal organizadora do XVI Festival Mundial da Juventude e os Estudantes, sendo o presidente do Comité Nacional Preparatório o então secretário geral da JCV, David Velásquez Neves. O festival realizou-se entre o 8 e o 15 de agosto de 2005, contou com a participação de 17.000  jovens de 145 países, sob o lema Pela "Solidariedade e a Paz, lutamos contra o imperialismo e a guerra!". O festival foi todo um sucesso.
A princípios de 2007, David Velásquez Neves, secretário geral da JCV, tornou-se o primeiro militante comunista na História de Venezuela a ocupar a direção de um ministério, ao ser nomeado pelo presidente Hugo Chávez para o Ministério do Poder Popular para a Participação e Protecção Social. No entanto, uma vez nomeado como ministro, David Velásquez abandonou as filas do PCV, para unir ao Partido Socialista Unido de Venezuela.

## Símbolos e consignas
Os símbolos da JCV são a foice e o martelo, a estrela vermelha de 5 pontas, bem como a bandeira de cor vermelha, simbologia tradicional do movimento comunista.
O principal slogan da JCV é "Estudar e Lutar", usada desde 1959. Têm tido outros slogans como "Com Bolívar Lutamos, Pela Pátria Venceremos!!!" e "Unir, Estudar e Organizar. Pelo Socialismo Criando O Poder Popular!"
No 64º aniversário da JCV, celebrado em 2011, utilizaram o slogan: "64 anos de rebeldia, combatividade e firmeza, leais à nossa história de luta."
O actual lema da JCV desde dezembro de 2013 é: "Com rebeldia e organização, aprofundemos a revolução"